# Rhododendron minyaense
Rhododendron minyaense là một loài thực vật có hoa trong họ Thạch nam. Loài này được Philipson & M.N. Philipson miêu tả khoa học đầu tiên năm 1975.